# Google Vids
Google Vids là ứng dụng tạo video trực tuyến thuộc bộ Google Workspace, giúp người dùng tạo video phục vụ mục đích công việc. Với công nghệ Gemini của Google, người dùng có thể tạo bảng phân cảnh video theo cách thủ công hoặc sử dụng lời nhắc để tạo tự động. Ngoài ra, ứng dụng còn hỗ trợ tải lên phương tiện, lựa chọn video, hình ảnh, nhạc nền có sẵn và lồng tiếng với tập lệnh được tạo bằng AI.
Ứng dụng đang trong giai đoạn thử nghiệm giới hạn và dự kiến mở rộng cho người dùng vào mùa hè năm 2024. Ứng dụng này hỗ trợ tạo các video ngắn (dưới ba phút) phục vụ các nhu cầu công việc như đào tạo, hướng dẫn, cập nhật dự án. Google Vids cung cấp nhiều tùy chọn về kiểu dáng, mẫu và tính năng làm việc nhóm, tuy nhiên, hiện chưa có tích hợp với YouTube.
Ngày 9 tháng 4 năm 2024 là thời điểm Google chính thức công bố ứng dụng tạo video Google Vids.